# La Danza
«La danza» (итал. Танец) — песня итальянского композитора Джоаккино Россини, созданная на основе неаполитанской тарантеллы в 1835-м году. На музыку Россини были положены стихи графа Карло Пеполи. «La danza» — это отдельная камерная вокальная пьеса, а не часть более крупного произведения. Ференц Лист переписал её для фортепиано; Фредерик Шопен использовал песню в качестве вдохновения для своей Тарантеллы Ля-бемоль.

## Текст песни и перевод
| № | Оригинальный текст | Перевод на русский |
| - | --- | --- |
| 1 | Già la luna è in mezzo al mare, mamma mia, si salterà; l’ora è bella per danzare, chi è in amore non mancherà. | Луна уже над морем, мамочки мои, вот мы попляшем! Прекрасное время потанцевать, тот, кто влюблён, такого не пропустит. |
| 2 | Presto in danza a tondo a tondo donne mie, venite qua, un garzon bello e giocondo a ciascuna toccherà. Finchè in ciel brilla una stella e la luna splenderà, il più bel con la più bella tutta notte danzerà.     | Скорей в круг танца, мои дамы, идите сюда, юноша и красивый и веселый с каждой потанцует. До тех пор, пока в небе сверкает звезда и сияет луна, красавец первый с первой красавицей всю ночь протанцует.                    |
| 3 | Mamma mia, mamma mia, già la luna è in mezzo al mare, mamma mia, mamma mia, mamma mia, si salterà. Frinche, frinche, frinche, frinche, frinche, frinche, mamma mia, si salterà. La la ra la ra la ra la la ra la! | Мамочки мои, мамочки мои, луна уже над морем, мамочки мои, мамочки мои, мамочки мои, вот мы попляшем! Быстрее, быстрее, быстрее, быстрее, быстрее, быстрее, мамочки мои, вот мы попляшем! Ла ла ра ла ра ла ра ла ла ра ла! |
| 4 | Salta, salta, gira, gira, ogni coppia a cerchio va, già s’avanza, si ritira e all’assalto tornerà. | Подпрыгивают и кружатся, пары все вступают в круг, сначала идут вперед, затем назад, и с напором повторяют. |
| 5 | Serra, serra colla bionda, colla bruna va qua e là, colla rossa va a seconda, colla smorta fermo sta. | Тесней к блондинке прижмись, с брюнеткой потанцуй тут и там, потом с рыженькой продолжи, c бледной же не шевелись! |
| 6 | Viva il ballo a tondo a tondo, sono un ré, son un bascià, è il più bel piacer del mondo, la più cara voluttà! | Да здравствует круг танца, я — король, я — паша́, это самое прекрасное удовольствие на свете, самое излюбленное наслаждение!                                                                                                 |
| 7 | Mamma mia, mamma mia, già la luna è in mezzo al mare, mamma mia, mamma mia, mamma mia, si salterà. Frinche, frinche, frinche, frinche, frinche, frinche, mamma mia, si salterà. La la ra la ra la ra la la ra la! | Мамочки мои, мамочки мои, луна уже над морем, мамочки мои, мамочки мои, мамочки мои, вот мы попляшем! Быстрее, быстрее, быстрее, быстрее, быстрее, быстрее, мамочки мои, вот мы попляшем! Ла ла ра ла ра ла ра ла ла ра ла! |